# Ентрена
Ентрена (на испански: Entrena) е град в Испания, провинция Ла Риоха. По данни от преброяването през 2008 г. населението му е 1451 жители.